# NSTG Witkowitz
Die Nationalsozialistische Turngemeinde Witkowitz (kurz: NSTG Witkowitz) war ein Sportverein mit Sitz im heutigen Stadtbezirk Vítkovice der tschechischen Statutarstadt Ostrava.

## Geschichte
Der Verein konnte sich für die 1. Schlussrunde des Tschammerpokal 1940 qualifizieren und traf dort am 18. September auf den SC Hertha Breslau, welchen die Mannschaft zuhause mit 6:0 besiegen konnte. In der 2. Schlussrunde verlor die NSTG dann jedoch beim Wiener Sport-Club mit 9:1.
Die NSTG stieg zur Saison 1941/42 aus der Bezirksliga in die Gauliga Sudetenland auf und wurde dort in die Staffel Ost eingegliedert. Nach dieser Saison landete die Mannschaft mit 14:6 Punkten auf dem zweiten Platz der Tabelle. Allerdings zog sich die Mannschaft am Ende der Saison auch wieder zurück. Die Mannschaft wurde dann noch einmal in der Saison 1944/45 der Gauliga Böhmen-Mähren, Gruppe Mähren-Nord-Ost, zugeteilt. Kriegsbedingt kam es dann aber zu keinem Spielbetrieb mehr. Nach der Kapitulation des Deutschen Reiches wurde der Reichsgau Sudetenland wieder in die Tschechoslowakei eingegliedert und der Verein aufgelöst.